# گیت منطقی فتوشیمیایی
" این مقاله در حال ترجمه از ویکی انگلیسی است لطفا حذف نشود. "
یک گیت منطقی فتوشیمیایی مبتنی بر تقاطع بین سیستمی فتوشیمیایی و انتقال الکترونیکی مولکولی بین مولکول ‌های فعال فتوشیمیایی است که منجر به ایجاد گیت ‌های منطقی می‌شود.

## زنجیره انتقال الکترون-فوتون گیت OR
```
_A                   *A* = حالت برانگیخته مولکول A 
     _B*
          _C*

_A   _B   _C
```

دروازه OR بر اساس فعال شدن مولکول A است و بنابراین الکترون / فوتون را به اوربیتال های حالت برانگیخته مولکول C (C*) منتقل می کند. الکترون از بین سیستم مولکول A از طریق اوربیتال های حالت برانگیخته B به C* عبور می کند و در نهایت به عنوان یک سیگنال در انتشار C* hνc استفاده می شود. دروازه " OR " از دو ورودی نور (فوتون) برای مولکول A در دو زنجیره انتقال الکترون جداگانه استفاده می کند، که هر دو قادر به انتقال به C * و در نتیجه تولید خروجی یک دروازه OR هستند. بنابراین، اگر هر یک از زنجیره های انتقال الکترون فعال شود، تحریک مولکول C یک انتشار معتبر/خروجی ایجاد می کند.
```
ورودی   ورودی
A           D
 ↘        ↙
  B      E
     ↘↙
     C
   خروجی
```

## دروازه "AND"
```
            C**ـ     دومین حالت برانگیخته مولکول C
_A*
      _B*
            _C*
  
_A    _B    _C
```

برانگیختگی A→A∗ توسط فوتون hνa، که در آن الکترون تحریک‌شده به اربیتال مولکولی C∗ منتقل می‌شود. یک فوتون دوم که به سیستم اعمال می‌شود (hνc hνc) باعث برانگیختگی الکترون در اربیتال مولکولی C∗ به اربیتال مولکولی C∗∗ می‌شود - مشابه طیف‌سنجی پمپ-پروب.
_**دومین حالت برانگیخته مولکول C
↑hνc2
_*
↑hνc
_C
در بالا، نمودار سطح انرژی که اصل طیف‌سنجی پمپ-پروب را نشان می‌دهد – تحریک یک حالت برانگیخته – نمایش داده شده است. گیت AND از نیاز به وقوع همزمان تحریک‌های A→A∗ و C∗∗→C تولید می‌شود – ورودی‌های hν و hν باید به طور همزمان حضور داشته باشند. برای جلوگیری از انتشار اشتباه نور از یک ورودی منفرد به گیت AND، لازم است که یک زنجیره انتقال الکترون وجود داشته باشد که توانایی پذیرش هر الکترون (انرژی) از سطح انرژی C∗ را داشته باشد. زنجیره انتقال الکترون باید با یک کاهش انرژی غیرتابشی (non-radiative decay) به پایان برسد.
گزینه‌های تولید یک گیت AND با استفاده از فوتوفیزیک مولکولی دو مورد هستند:
1. نشر ایجادشده از سقوط الکترون از C∗→C (hνc) یک فرکانس خروجی معتبر نیست. نشر از اربیتال مولکولی C∗∗(hνc+hνc,hνc3) یک سیگنال خروجی معتبر است که می‌تواند در گیت‌های منطقی بعدی مورد استفاده قرار گیرد – به نحوی تنظیم شده که به نشر C∗∗→C2 پاسخ دهد.
2. ورودی دوم فوتون (یا فوتون‌ها) برای فعال‌سازی تبدیل سریع مولکولی استفاده می‌شود که زنجیره انتقال الکترون را تکمیل می‌کند. یک مولکول بسیار پیچیده مانند یک پروتئین می‌تواند به گونه‌ای طراحی شود که انرژی تنش بالایی داشته باشد، به طوری که در غیاب فرکانس دوم نور، مولکول B غیرفعال باشد (B). ورودی فوتون دوم باعث می‌شود B→B′ فعال شود، جایی که ثابت سرعت مستقیم بسیار کوچکتر از ثابت سرعت معکوس است. اگر چنین مولکولی به عنوان مولکول B استفاده شود، زنجیره انتقال می‌تواند روشن و خاموش شود.

## ایجاد دروازه NOT
برای متوقف کردن تکمیل زنجیره انتقال الکترون، تولید سیگنال‌های خروجی، ورودی یک فوتون، hνc2، برای تولید یک اثر طیف‌سنجی پروب پمپ با ارتقای یک الکترون در زنجیره انتقال الکترون استفاده می‌شود. سقوط الکترون ارتقا یافته پروب پمپ خروجی تولید می کند که یک زنجیره انتقال الکترون خاموش می شود.
یک جایگزین مشابه جایگزین دروازه AND است. یک ورودی باعث تغییر در ساختار مولکولی می شود و زنجیره انتقال الکترون را با اجازه ندادن انتقال انرژی صاف الکترون ها می شکند.

## همچنین ببینید
- فتوشیمی
  - واکنش فتوشیمیایی
  - فتوهیدروژن
  - فوتوکاتالیز
  - تفکیک عکس
  - فوتوالکترولیز
  - فتوسنتز
    - فتوسنتز مصنوعی

## مراجع
1. ↑  Karlin, Kenneth D. (2009). Progress in Inorganic Chemistry. Wiley-Interscience. p. 458. ISBN 978-0-470-39547-9.